# Kwieliczki
Kwieliczki – dawna osada w Polsce, w województwie dolnośląskim, w powiecie polkowickim, w gminie Grębocice. Miejscowość zniesiona 1 stycznia 2017.
W latach 1975–1998 miejscowość należała administracyjnie do województwa legnickiego.